# Костурник
Ко̀стурник (на македонска литературна норма: Костурник; на албански: Kosturniku) е село в Северна Македония, в община Куманово.

## География
Селото е разположено в котловината Жеглигово, северно от Куманово и южно от Табановце, между Автомагистрала А1 от запад и река Койнарка от изток.

## История
До 2015 година Костурник е махала на Горно Коняре. През септември 2014 година със закон е обявено за село. На 27 май 2015 година законът е приложен от съвета на община Куманово, която обявява Костурник и Войнович за села.